# Gaertnera schizocalyx
Gaertnera schizocalyx är en måreväxtart som beskrevs av Cornelis Eliza Bertus Bremekamp. Gaertnera schizocalyx ingår i släktet Gaertnera och familjen måreväxter. Inga underarter finns listade i Catalogue of Life.